# Franca Gandolfi
Franca Gandolfi, née Franca Guarnaccia le 27 novembre 1932 à Messine, est une chanteuse, meneuse de revue, soubrette et actrice italienne.

## Biographie
Fille d'un colonel, Franca Gandolfi était l'épouse depuis le 26 juin 1955 de Domenico Modugno, dont elle a eu trois fils, Marco (1958), Massimo et Marcello (1966), et auquel elle est restée liée jusqu'à sa mort en 1994.
Interprète de cabaret et de théâtre de revue, elle travaille avec Totò pendant la saison 1956-1957 dans le spectacle A prescindere.
Également active au cinéma, elle se retire de la scène en 1963, encore jeune, pour se consacrer à sa famille. Elle a été interprétée par l'actrice Kasia Smutniak dans la mini-série télévisée consacrée à son mari, Volare - La grande storia di Domenico Modugno (it) (2013) de Riccardo Milani.

## Discographie
- 1954 : La cicoria/Ninna nanna
- 1954 : La sveglietta/La barchetta dell'ammuri
- 1955 : Musetto/Io, mammeta e tu

## Filmographie

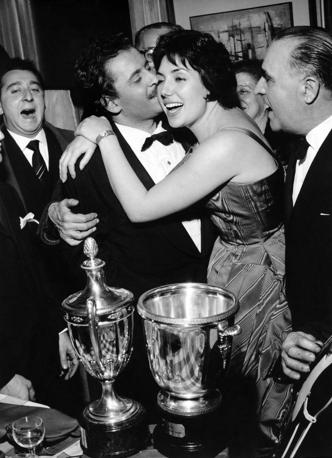
Franca Gandolfi et Domenico Modugno au festival de Sanremo 1959.

- 1952 : Histoires interdites (Tre storie proibite) d'Augusto Genina
- 1953 : ...e Napoli canta! d'Armando Grottini
- 1951 : Histoire d'un crime (Cronaca di un delitto) de Mario Sequi
- 1953 : Napoletani a Milano d'Eduardo De Filippo
- 1953 : Les Vitelloni ou Les Inutiles (I vitelloni) de Federico Fellini
- 1954 : Giove in doppiopetto de Daniele D'Anza
- 1954 : Questa è la vita, segment La giara de Giorgio Pàstina
- 1954 : Repris de justice (Avanzi di galera) de Vittorio Cottafavi
- 1954 : Rosso e nero (it) de Domenico Paolella
- 1957 : Pères et fils (Padri e figli) de Mario Monicelli
- 1957 : Maris en liberté (Mariti in città) de Luigi Comencini
- 1958 : Io, mammeta e tu de Carlo Ludovico Bragaglia
- 1963 : Follie d'estate (it) de Carlo Infascelli et Edoardo Anton

## Théâtre
- A prescindere, de Nelli et Mangini, avec Totò, Franca Maj, Yvonne Ménard, Enzo Turco, Franca Gandolfi, Elvy Lissiak, Dino Curcio, Antonio La Raina, Compagnia Totò-Ménard, Spettacoli RP, musique de Carlo Alberto Rossi, mise en scène de Mario Mangini, créé au Théâtre Sistina le 1er décembre 1956.